# Inundaciones en Chalco de 2024
Las inundaciones en Chalco de 2024 iniciaron con la temporada de lluvias. Chalco se ubica en el Estado de México, el área más afectada fue la Colonia Culturas de México; también fueron considerablemente afectadas las localidades de Jacalonas, San Miguel Xico, San Isidro, San Martín Cuautlalpan, Villas de San Martín, Los Héroes Chalco y Pueblo Nuevo. 
Se preveía que las inundaciones continuaran hasta el fin de la temporada de lluvias en octubre, incluso tomó más tiempo.

## Antecedentes
La hidrografía de Chalco se veía dominada por su lago, que completamente desecado a principios del siglo XX para obtener tierras explotables para la agricultura conllevó un grave desastre ecológico, pues al ser agotadas las tierras el antiguo lago se convirtió en una extensión yerma del que desaparecieron prácticamente la totalidad de las antiguas especies vegetales y animales y en la que a partir de la década de 1970 ante el crecimiento explosivo de la población migrante hacia la Ciudad de México empezaron a crecer los asentamientos irregulares que finalmente formaría los municipios de Chalco de Díaz Covarrubias y Valle de Chalco.

## Cronología

### Lluvias e inundaciones iniciales
El fenómeno del Niño que causa sequías fuertes en la primavera del Centro de México comenzaba con signos de debilitamiento, además había dado inicio la temporada de lluvia con una magnitud de moderada a severa.
Desde el mes de junio comenzaron las inundaciones con resultados desastrosos en estos municipios, en este mes se desbordó el río de San Martín e inundo varias localidades. En julio diversas inundaciones consecutivas comenzaban a dañar, saturar y tapar el insuficiente sistema de drenaje.

### Gran inundación
El 2 de agosto una tromba azotó la zona y la cantidad de agua colapsó el sistema de drenaje, aguas residuales comenzaron a brotar del alcantarillado alcanzando el metro de altura, varios civiles y vehículos quedaron varados. 
El 5 de agosto pobladores comenzaron bloqueos viales para exigir que se resolviera el problema pues debido a las lluvias se temía por el desbordamiento del río Ameca,  hubo una manifestación en la autopista México-Puebla porque muchas personas perdieron su patrimonio. Se empezaron a utilizar lanchas de bomberos para traslados y entregas.  Se informó que tapones de basura a kilómetros de profundidad del colector de agua fueron los que causaron la inundación, las tareas de dezasolve fueron insuficientes pues se avisó que las tormentas continuarían agravando la situación.
Además de la pérdida patrimonial, los habitantes resintieron los estragos de la presión financiera al no poder ejercer sus actividades económicas. También hubo afectaciones en la salud; físicamente por las enfermedades crónicas e infecciosas, mental y emocionalmente por el estrés e insomnio. La situación fue duradera y desoladora. 

### Inundaciones persistentes
El 16 de agosto se cumplían dos semanas de la gran inundación y las lluvias persistieron, el 18 de agosto se volvieron a inundar más colonias por el desbordamiento del canal de Xico. Tras más de un mes de inundaciones continuas, se anunció el regreso a clases en varias escuelas por la bajada del agua y las labores de limpieza que se hicieron.
Se finalizaron diversas obras de colectores pluviales y residuales, lo que mitigó el riesgo de inundaciones.

## Respuesta
El presidente municipal, José Miguel Gutiérrez, solicitó al gobierno estatal declarar el estado de emergencia. La gobernadora del Estado de México, Delfina Gómez Álvarez, acudió a la zona de la catástrofe. El gobierno federal activó el Plan DN-III,y reforzó la ayuda con plantas potabilizadoras.
El proyecto del nuevo conducto "Colector de Solidaridad" llevaba años de atraso y aunque el gobierno estatal aceleró las obras para evitar mayores inundaciones, era indefinida su fecha de conclusión. Debido a que la inundación de aguas negras representó un foco de infecciones, la Secretaría de Salud de México comenzó una jornada de vacunación contra agentes patógenos y atendió a enfermos. Se repartieron ayudas y estímulos económicos a algunos de los damnificados. Los albergues cerraron en el mes de noviembre al finalizar la contingencia.